# Bichelsee
Bichelsee ist eine Ortschaft der Gemeinde Bichelsee-Balterswil des Bezirks Münchwilen des Kantons Thurgau in der Schweiz. Am 1. Januar 1996 fusionierte die ehemalige Ortsgemeinde zur politischen Gemeinde Bichelsee-Balterswil.
Die Ortsgemeinde Bichelsee war ein Teil der Munizipalgemeinde Bichelsee. Zu Bichelsee zählten die an der Strasse von Turbenthal nach Wil gelegene Haufensiedlung Bichelsee, die Weiler Höfli und Niederhofen am Bichelsee sowie Itaslen.

## Geschichte

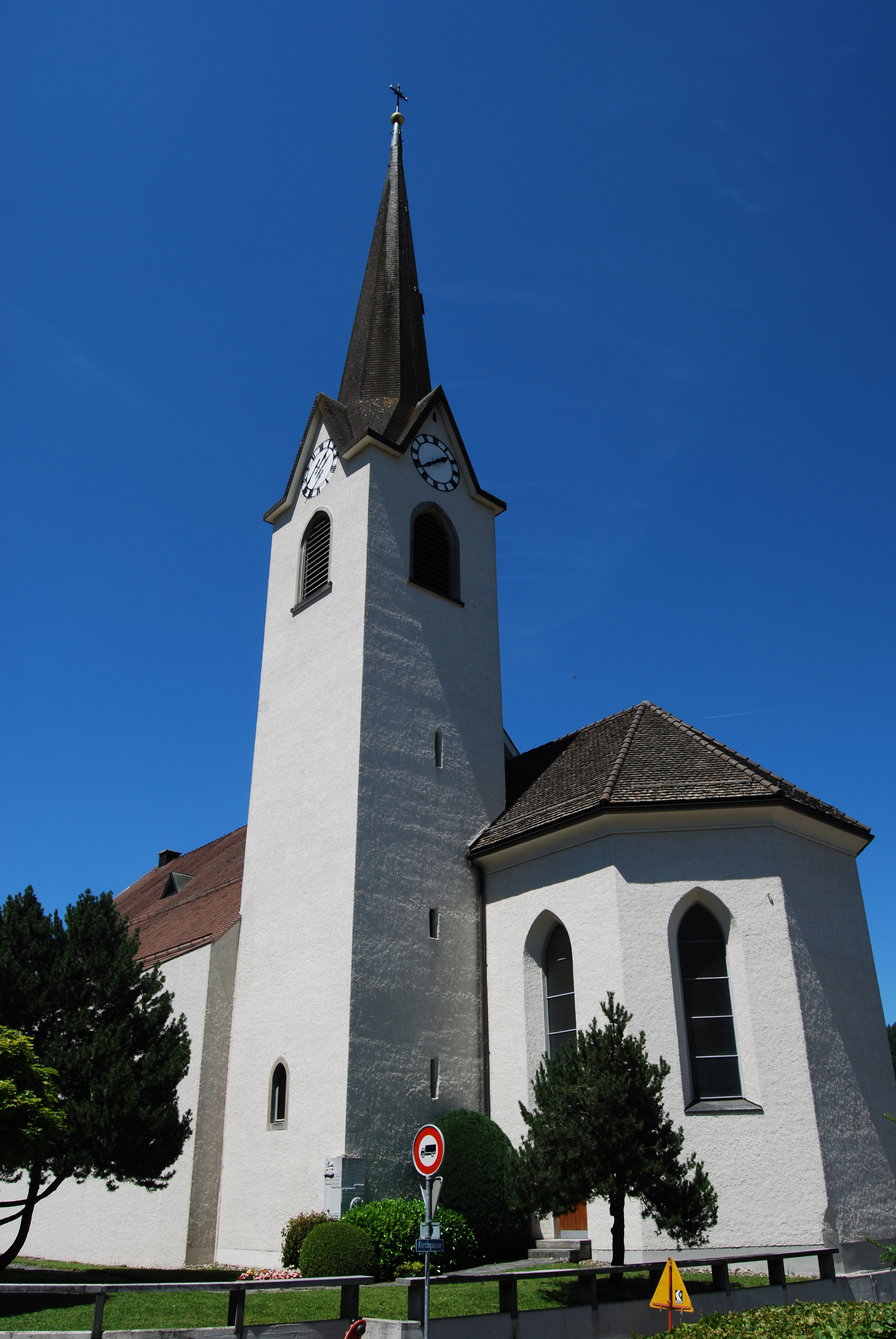
Katholische Kirche

Bichelsee wurde 893/894 erstmals als Pichelense erwähnt. Im Frühmittelalter gelangte Bichelsee durch Schenkung der Udalrichinger an das Kloster St. Gallen. Im Hochmittelalter liessen sich die im Dienste des Klosters stehenden Herren von Bichelsee auf der Feste (Alt-)Bichelsee nieder. Im frühen 13. Jahrhundert erbauten sie Neu-Bichelsee, das bereits 1274 von den Habsburgern zerstört wurde. 1358 erwarb Hermann IV. von Landenberg-Greifensee Alt-Bichelsee sowie sämtliche Rechte und Besitzungen inklusive die Vogtei Balterswil. 1407 wurde Alt-Bichelsee von den Appenzellern niedergebrannt. Nach dem Wiederaufbau kaufte die Abtei Fischingen 1419 bis 1421 Burg, Herrschaft und Pfarrei (Inkorporation), so dass Bichelsee bis 1798 zum alten Fischinger Gericht gehörte ― jedoch ohne das im Tannegger Amt gelegene und bis 1812 selbstständige Itaslen.

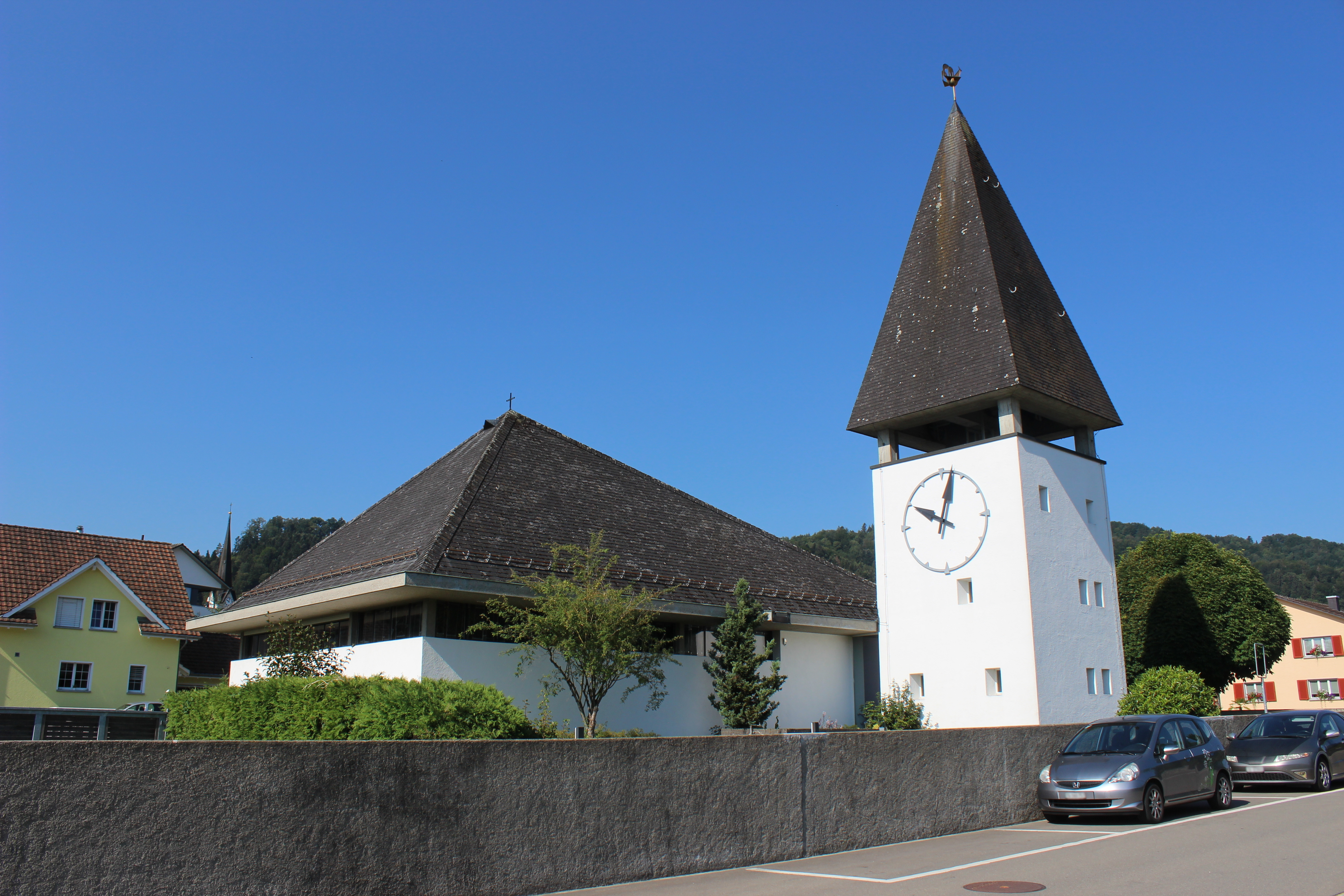
Evangelische Kirche, erbaut nach dem Proportionssystem Le Corbusiers

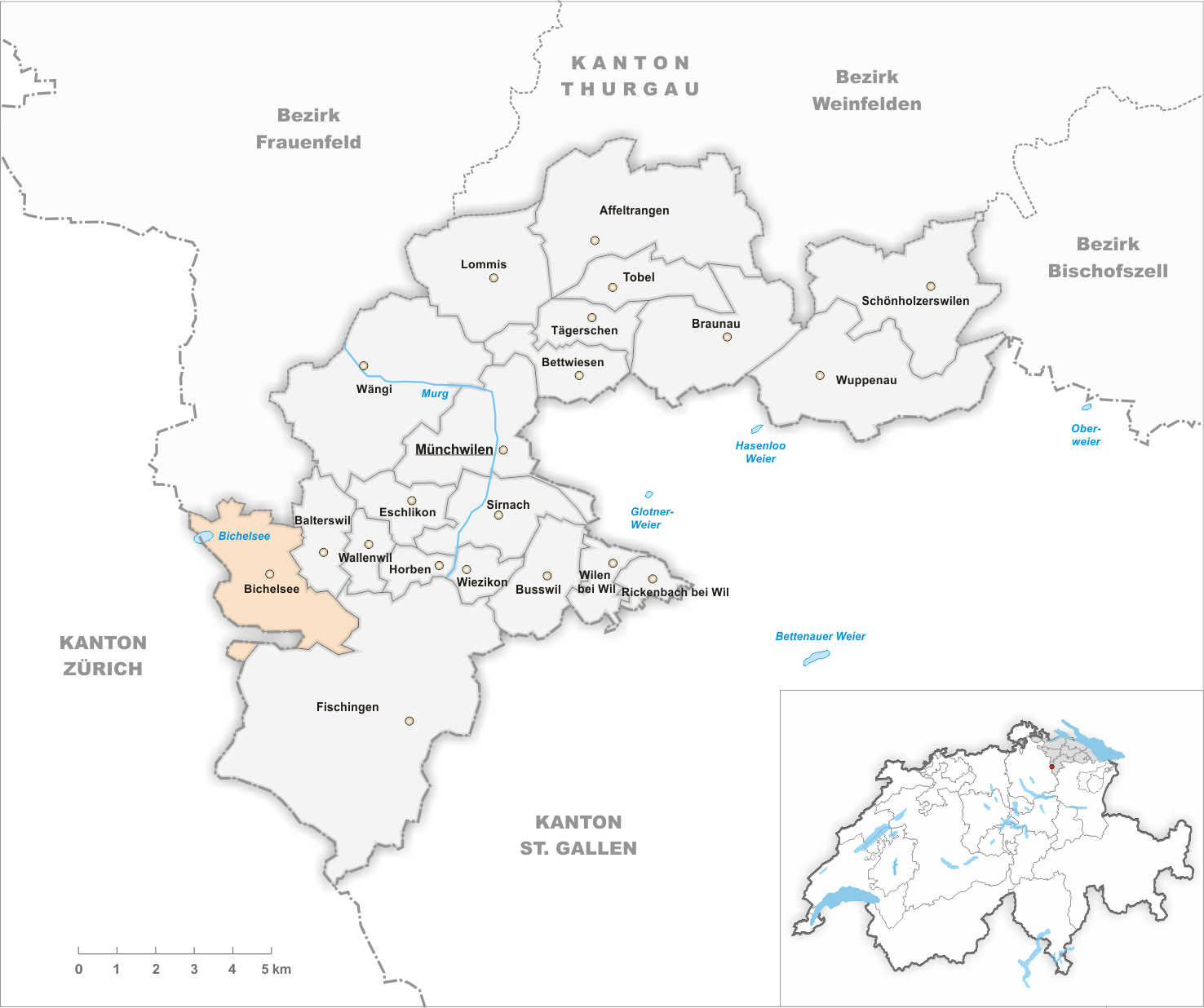
Gemeindestand vor der Fusion im Jahr 1996

Die ab 1275 belegte Pfarrei sowie die Nikolaus- und spätere St.-Blasius-Kirche entstanden vermutlich im 12. Jahrhundert unter Führung des Klosters Fischingen, das die Gemeinde bis 1769 kirchlich versorgte. 1529 wurde Bichelsee reformiert, ab 1542 aber wieder rekatholisiert. Die evangelische Kirchgemeinde ist seit 1550 Filiale von Dussnang. Die Blasiuskirche blieb aber, auch nach dem Neubau von 1864, bis zur Auflösung des Simultanverhältnisses 1954 in simultanem Gebrauch. 1960 wurde die evangelische Kirche gemäss dem Proportionssystem Le Corbusiers erbaut.
Landwirtschaft und Kleingewerbe prägten noch am Ende des 20. Jahrhunderts das Erwerbsleben. Acker- und Obstbau wurden Ende des 19. Jahrhunderts von der Milchwirtschaft abgelöst; 1979 begannen in der Munizipalgemeinde umfangreiche Güterzusammenlegungen. Hausweberei bzw. Stickerei boten im frühen 19. Jahrhundert bzw. um 1900 Nebenverdienst. 1899 gründete Johann Traber in Bichelsee die erste schweizerische Raiffeisenkasse. Grösster Arbeitgeber ist die aus einer Stickerei (gegründet 1908) hervorgegangene Strickwarenfabrik Traxler AG. Mit der nach 1970 einsetzenden Zuwanderung und zahlreichen neuen Einfamilienhäusern wurde Bichelsee zur ländlichen Wohngemeinde. Die Ortsgemeinde Bichelsee hatte 1990 62 % Wegpendler.

## Bevölkerung
|                   | 1850  | 1870  | 1900  | 1910  | 1950  | 1970  | 1990  | 2000  | 2010  | 2018  | 2023  |
| ----------------- | ----- | ----- | ----- | ----- | ----- | ----- | ----- | ----- | ----- | ----- | ----- |
| Munizipalgemeinde | 1071  | 953   | 1205  | 1442  | 1417  | 1554  | 2065  |       |       |       |       |
| Ortsgemeinde      |       | 605   | 728   | 782   | 691   | 696   | 935   |       |       |       |       |
| Ortschaft         |       | 669   | 737   | 991   | 1000  |       |       |       |       |       |       |
| Quelle            | [ 5 ] | [ 5 ] | [ 5 ] | [ 5 ] | [ 5 ] | [ 5 ] | [ 5 ] | [ 7 ] | [ 8 ] | [ 3 ] | [ 9 ] |

Von den insgesamt 1015 Einwohnern der Ortschaft Bichelsee am 31. Dezember 2023 waren 83 bzw. 8,2 % ausländische Staatsbürger. 288 (28,4 %) waren römisch-katholisch und 320 (31,5 %) evangelisch-reformiert.

## Söhne und Töchter
- Hans Leutenegger (* 1940), Bobrennfahrer, Unternehmer und Schauspieler, geboren im Weiler Höfli

## Sehenswürdigkeiten

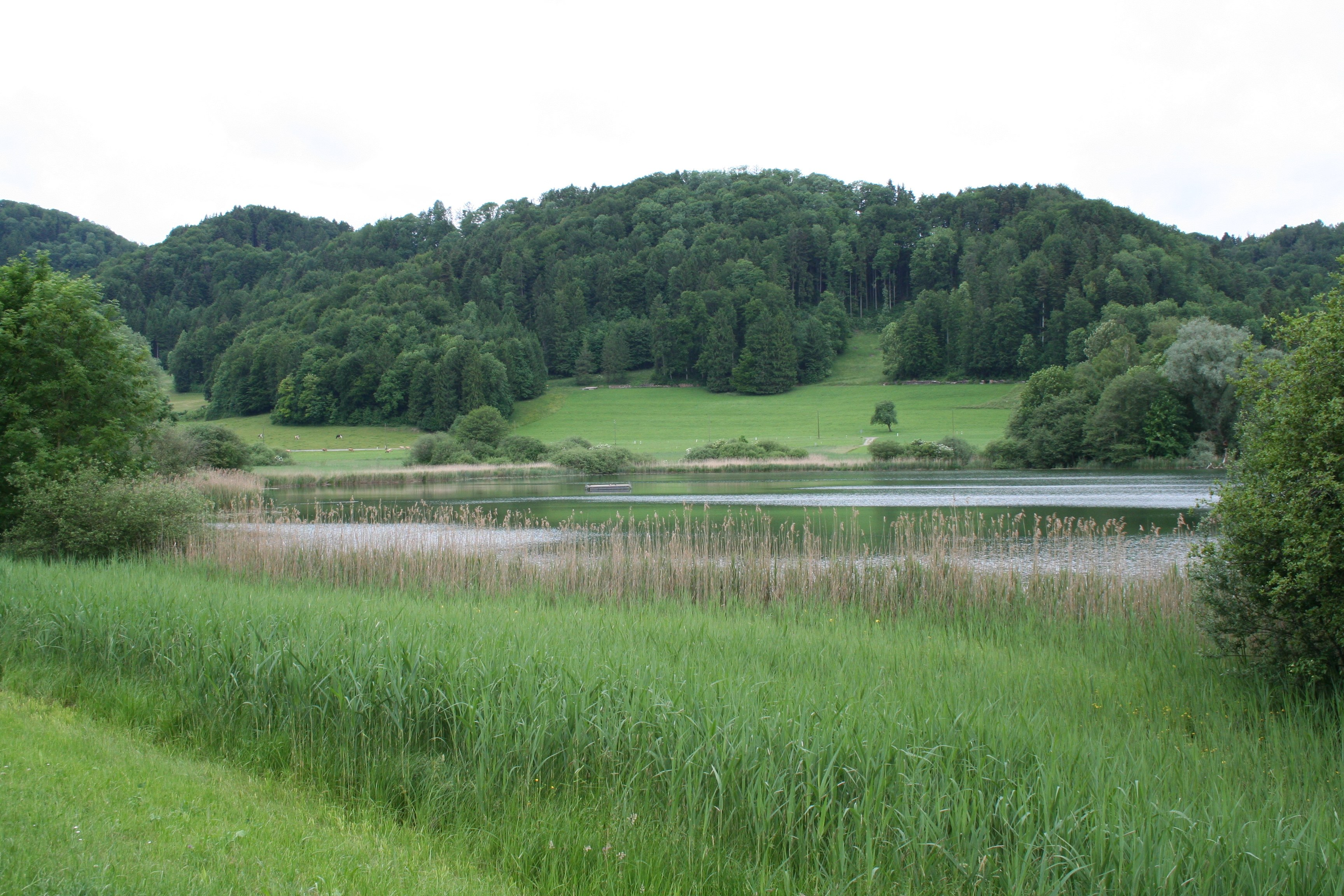
Bichelsee

Die reformierte Kirche wurde 1960 durch den Architekten Edwin Rausser nach dem Modulor von Le Corbusier erbaut. Eine künstlerische Besonderheit ist die Eingangstüre mit den Tieren der Arche Noah, die in modern stilisierten Formen in das Holz geschnitzt sind.
Der Bichelsee ist ein flacher See mit etwa 300 Meter Durchmesser. Der westliche Teil mit dem Strandbad liegt schon auf dem Gebiet des Kantons Zürich.